# 2009年姚安地震
姚安地震发生于北京时间2009年7月9日19时19分。震中位于云南省楚雄彝族自治州姚安县官屯乡（北纬25.6度、东经101.1度），距姚安县城约16公里，震源深度约10公里。地震发生时，楚雄州各县市及周边的大理、丽江、昆明等地均有强烈震感。其后有陆续余震发生。此次地震造成126万人受灾，1人死亡，325人受伤。

## 外部連結
- 香港政府新聞網：政府密切留意雲南姚安縣地震後情況（页面存档备份，存于），2009年7月10日